# 2001
| 2001                                                         |
| ------------------------------------------------------------ |
| Dødsfald - Fødsler                                           |
| • Begivenheder • Film • Litteratur • Musik • Politik • Sport |

| Gregoriansk kalender | 2001 MMI                |
| Ab urbe condita      | 2754                    |
| Armensk kalender     | 1450 ԹՎ ՌՆԾ             |
| Kinesiske kalender   | 4697 – 4698 庚辰 – 辛巳 |
| Etiopisk kalender    | 1993 – 1994             |
| Jødisk kalender      | 5761 – 5762             |
| Hindukalendere       |                         |
| - Vikram Samvat      | 2056 – 2057             |
| - Shaka Samvat       | 1923 – 1924             |
| - Kali Yuga          | 5102 – 5103             |
| Iransk kalender      | 1379 – 1380             |
| Islamisk kalender    | 1422 – 1423             |

 For alternative betydninger, se 2001 (flertydig). (Se også artikler, som begynder med 2001)
2001 (MMI) begyndte året på en mandag.
Regerende dronning i Danmark: Margrethe 2. 1972-2024

## Begivenheder

### Januar
- 1. januar − Sjællandske Livregiment (Antvorskov Kaserne ved Slagelse), Danske Livregiment (Vordingborg Kaserne) og Gardehusarregimentet (Næstved Kaserne) lægges sammen under navnet Gardehusarregimentet på Antvorskov Kaserne.
- 4. januar − Iraks diktator Saddam Hussein lader to af sine generaler henrette.
- 4. januar − En engelsk læge ved navn Harold Shipman, med tilnavnet Doktor Død, bliver dømt for drab på 15 af sine patienter. Myndighederne mener at han gennem 24 år har myrdet 300 af sine patienter.
- 5. januar − Annette Engell skriver bestseller om 13 års mareridt - en fortælling og ægteskabet med Hans Engell.
- 9. januar − En total måneformørkelse kan ses på den sene aftenhimmel – hvor skyerne tillader det.
- 10. januar − LEGO meddeler, at de har indgået samarbejdsaftale med Microsoft
- 11. januar – Federal Trade Commission godkender fusionen mellem AOL og Time Warner til det nye firma AOL Time Warner
- 13. januar − Verdens første gensplejsede abe kommer til verden, skabt af amerikanske forskere.
- 13. januar − I Søborg bliver en 86-årig kvinde myrdet af en 29-årig mand, med 24 knivstik.
- 15. januar − Hans Hækkerup tiltræder som øverste chef for den internationale FN-styrke i Kosovo.
- 15. januar − det engelsksprogede Wikipedia-site går i luften. Den danske udgave kommer til året efter.
- 17. januar − den amerikanske delstat Californien erklæres i undtagelsestilstand da én million mennesker er uden elektricitet
- 18. januar – den Demokratiske Republik Congos præsident Laurent Kabila bliver dræbt under et attentat i præsidentpaladset i hovedstaden Kinshasa.
- 20. januar − George W. Bush indsættes som USA's præsident. Han efterfølger Bill Clinton
- 26. januar – Indien bliver ramt af det værste jordskælv i 50 år, da et voldsomt jordskælv af 90 minutters varighed rammer det nordvestlige Indien. 30.000 mennesker omkommer. Én million bliver hjemløse, og 4.000 landsbyer bliver lagt i ruiner. Værst går det ud over storbyen Bhuj

### Februar
- 1. februar − den 44-årige libyske efterretningsagent Abdel Basset al-Megrahi idømmes livsvarigt fængsel for bombeattentatet mod en Pan-Am jumbojet over Lockerbie i Skotland i 1988. Attentatet kostede 270 mennesker livet
- 1. februar – i København bliver en norsk nazist anholdt for mordet på en 15-årig dreng
- 2. februar − en fynsk prostitueret bliver idømt 16 års fængsel for dobbeltmord. Efter mordene havde den prostituerede gravet ligene af den 82-årige pensionist og hans kone ned i forhaven.
- 3. februar − radiostationen The Voice hænger i et radioprogram Jørn Hjorting ud som nazist - noget de efterfølgende beklager dybt.
- 6. februar − i Israel vinder Likud-lederen Ariel Sharon valget.
- 8. februar – Tysklands tidligere forbundskansler Helmut Kohl accepterer en bøde på 1,1 millioner kroner for at undgå en retssag om bedrageri. Sagen drejer sig om ikke-opgivne anonyme donationer til CDU. Affæren kaster CDU ud i sin største krise nogensinde og fører blandt andet til, at Kohls efterfølger Wolfgang Schäuble må træde tilbage som partileder.
- 9. februar − ved brug af dna-test, bliver en pædofil sexforbryder og kirkesanger i Glostrup afsløret.
- 9. februar − en 15-årig pige på Djursland bliver bortført og voldtaget 3 gange. En 32-årig mand bliver efterfølgende dømt til forvaring på ubestemt tid.
- 15. februar − den tyske udenrigsminister Joschka Fischer bliver sigtet for at lyve om sin fortid som voldelig aktivist.
- 17. februar − i Bangladesh bliver to danske Kampsax-ingeniører bortført.
- 17. februar − Rollo & King vinder det danske Melodi Grand Prix med sangen "Der står et billede af dig på mit bord".
- 18. februar − den danske filminstruktør Lone Scherfig vinder filmprisen Sølvbjørnen for filmen Italiensk for begyndere.
- 19. februar – i England opdager man et tilfælde af mund- og klovsyge i en dyrebesætning på en gård. I de følgende uger bliver der opdaget langt over 100 tilfælde af denne frygtede og meget smitsomme sygdom, og det engelske landbrug bliver ramt hårdt, da al eksport af kødvarer øjeblikkeligt bliver stoppet
- 23. februar − Færøerne dropper ønsket om løsrivelse fra Danmark
- 26. februar – Storbritannien rammes hårdt af mund- og klovsyge, og frygten for den voldsomt smittefarlige dyresygdom breder sig i Europa. I Danmark sættes veterinærmyndighederne i højeste alarmberedskab
- 26. februar – Taliban-styret i Afghanistan lader to store Buddhastatuer i Bamyan ødelægge
- 27. februar − på Borneo er 400 mennesker de foreløbige ofre for en etnisk blodrus
- 28. februar − LEGO-koncernen præsenterer et millardunderskud og varsler som konsekvens massefyringer.

### Marts
- 1. marts − Amin Jensen bliver valgt til danskernes TV-favorit 2000.
- 2. marts − Taliban begynder at sprænge Buddhastatuerne i Bamiyan i stykker.
- 3. marts − et Nervegas-giftstof siver ud fra gammelt Cheminova-depot ved Vesterhavet.
- 4. marts − filmen Bænken modtager tre Bodil-priser
- 5. marts – Talebanstyret i Afghanistan sprænger nogle antikke Buddha-statuer i luften trods store internationale protester
- 5. marts − danske nazister går amok og smadrer forsamlingshus i Fruering.
- 7. marts − 25 millioner passagerer har nu kørt med tog under Storebælt.
- 8. marts − kirkeminister Johannes Lebech er positivt indstillet over for homovielser i folkekirken. Biskopperne modsætter sig dog.
- 12. marts − i Rusland bliver Mogens Lykketoft sammenlignet med kommunistiske koryfæer som Lenin, Trotskij og Kalinin.
- 13. marts − Ståle Solbakken falder om med hjertestop til træning for sin fodboldklub, FCK. Klubbens læge får ham genoplivet.
- 14. marts − Bill Clinton holder foredrag i København for et honorar på 800.000,- kr.
- 15. marts − Peter Lundin idømmes fængsel på livstid for mordet på en kvinde og hendes to børn.
- 17. marts − ingeniørerne Nils Hulsgaard og Torben Mikkelsen bliver frigivet efter 30 dages bortførelse i Bangladesh.
- 19. marts − på de danske sygehuse får 100 patienter hver dag hashpiller for at dulme smerter.
- 20. marts − i Afghanistan lader Taliban-regeringen militsstyrker sprænge to oldgamle Buddha-statuer.
- 21. marts − Claus Bork Hansen, ekspræsident Bandidos, bliver likvideret på åben gade i Vanløse.
- 22. marts − Mir styrter planmæssigt i Stillehavet kl. 7.20.
- 22. marts − DSB melder om rekordoverskud på 777 millioner kroner
- 23. marts - Den russiske rumstation Mir styrter planmæssigt ned i Stillehavet ud for New Zealand
- 27. marts − i Tyskland udløser en togtransport med 6 containere fyldt med atomaffald fra Frankrig store demonstrationer
- 28. marts – Supermarkedskæden Netto meddeler, at man har opkøbt konkurrenten Suma. I løbet af 2001 kommer Netto-kæden op på i alt 325 butikker i Danmark
- 30. marts − under et impulsivt besøg i København, for at tale om en fredsløsning i Mellemøsten, møder PLO-lederen Yassir Arafat pressen. Kritiske spørgsmål fra en israelsk journalist ophidser lederen

### April
- 1. april − Den tidligere jugoslaviske præsident Slobodan Milosevic overgiver sig til politiets specialstyrker og anholdes i Beograd, anklaget for folkemord, forbrydelser mod menneskeheden og overtrædelser af Geneve-konventionen.
- 2. april − 200-årsdagen for slaget på Reden bliver fejret med et skinsøslag i Øresund.
- 2. april − Larsen Rejser lukker med et tab på 220 millioner kroner.
- 3. april − De første dobbeltdækkerbusser i Københavns kollektive trafik sættes i drift på linje 250S efter et indvielsesarrangement på Axeltorv.
- 4. april − den svenske regering beslutter at fortsætte driften af Barsebäckværket til 2017.
- 4. april − Den nordjyske forfatter Bent Vinn Nielsen modtager Gyldendal Prisen på 150.000 kroner.
- 6. april − Dagbladet Aktuelt udkommer for sidste gang efter at have eksisteret i 130 år, efter at LO har besluttet at stoppe det årlige tilskud på 60 millioner kroner.
- 7. april − Rummissionen Mars Odyssey opsendes fra Cape Canaveral
- 10. april – det hollandske parlament vedtager lov, der legaliserer aktiv dødshjælp
- 10. april − Skattevæsnet vil have navnene på danske sæddonorer, der har modtaget honorar. Det skal der også betales skat af.
- 11. april − på Ellis Park Stadium i Johannesburg udbryder der panik blandt de 60.000 fodboldfans og 43 bliver mast eller trampet ihjel.
- 14. april − et kinesisk jagerfly kolliderer med et amerikansk spionfly og USA må give en officiel undskyldning
- 19. april – Verdens største medicinalfirmaer opgiver en stærkt kontroversiel retssag mod Sydafrikas regering om retten til at producere billig kopi-medicin
- 24. april – Ericsson og Sony danner verdens største mobiltelefon-alliance
- 25. april − med hjælp fra 50 politifolk, ransager bagmandspolitiet Tvind adresser i hele landet. Fire topledere i imperiet bliver sigtet for groft skattesvig.
- 26. april − alt tyder på at den omstridte udlændingelov, der skal bremse familiesammenføringer, virker.
- 28. april − en dansker bliver i Sverige dømt 7 års fængsel for bevist at have smittet kvinder med hiv. Kort efter begår han selvmord i sin celle.
- 30. april − Mogens Amdi Petersen, Tvinds bagmand slår sig ned i England. Han har ikke vist sig offentligt i 22 år.

### Maj
- 1. maj − i Danmark reduceres antallet af tankstationer som sælger 98 oktan benzin fra 2356 til 190, og er inden årets udgang nede på 128[1]
- 2. maj − Laue Traberg Smidt får to bortførte drenge ud af Marokko og bringer dem tilbage til deres mor i Danmark
- 2. maj − Kirkeminister Johannes Lebech tilbyder muslimerne en begravelsesplads på 5 hektar stort område i Brøndby
- 6. maj − under i besøg i Syrien bliver Pave Johannes Paul 2. den første pave til at besøge en moské.
- 7. maj − Ronald Biggs, togrøver - vender tilbage til England, for at afsone sin fængselsdom, efter 31 års eksil i Brasilien.
- 8. maj − i Fristaden Christiania samarbejder dansk og spansk politik om at anholde en narkobande på 12 personer og beslaglægger 1,8 ton hash
- 8. maj − Landsretten omstøder et testamente, hvor et et hus i Nørresundby efterlades til de danske nazister. Huset går i stedet til en amerikansk slægtning
- 12. maj − Årets udgave af Eurovision Song Contest afholdes i Parken, København, med Natasja Crone og Søren Pilmark som værter. Estland vinder konkurrencen med sangen "Everybody".
- 13. maj − Silvio Berlusconi bliver regeringschef, efter at have vundet det italienske valg.
- 20. maj − i Danmark indrømmer benzinselskaberne, at de årevis har samarbejdet om landets benzinpriser.
- 22. maj − hver 8. dansker lider nu af fedme
- 23. maj − Prinsesse Alexandra udnævnes til ærespræsident for UNICEF
- 26. maj − i USA gennemføres store skattelettelser.
- 29. maj − Folkeafstemningen om kommunesammenlægning på Bornholm 2001
- 30. maj − København får under omfattende sikkerhedsforanstaltninger besøg af forfatteren Salman Rushdie.
- 31. maj − Roland Dumas fra Frankrig idømmes 6 måneders fængsel for millard-korroption

### Juni
- 1. juni – Nepals kronprins Dipendra dræber stort set hele den kongelige familie med en maskinpistol, hvorefter han efter sigende skyder sig selv
- 2. juni − i Tel Aviv dræber en selvmordsbomber 17 og sårer 100 unge foran et diskotek
- 2. juni − i Nepal dræber kronprins Dipendra hele sin familie med en maskinpistol. Han skyder også sig selv, men når at blive udnævnt til konge, inden han dør
- 8. juni − Tony Blair vinder valget i Storbritannien
- 8. juni − Irland stemmer nej til Nice-traktaten
- 11. juni − Timothy McVeigh bliver henrettet ved giftindsprøjtning
- 12. juni − i Danmark bliver seks anholdt for at planlægge en terrorauktion mod EU-Topmødet i Göteborg
- 14. juni − under EU-Topmødet i Göteborg er der voldsomme uroligheder
- 15. juni − svensk politi åbner ild mod demonstranterne i Göteborg og sårer tre
- 16. juni – FDBs kongress stemmer for at fusionere sine dagligvareaktiviteter med søsterorganisationerne i Norge og Sverige i et fælles selskab, Coop Norden AB
- 18. juni − Coop Norden AB samler de nordiske brugsforeninger under et selskab
- 19. juni − i Farum overskrider borgmester Peter Brixtofte sin repræsentationskonto med mere end 2 millioner kroner for andet år i træk
- 21. juni – Lille Vildmose i det østlige Himmerland bliver fredet, og er dermed det største fredede område i Danmark. Det fredede område omfatter 7.700 hektar og er Danmarks største højmose
- 28. juni − Slobodan Milošević udleveres til Det internationale tribunal til pådømmelse af krigsforbrydelser i det tidligere Jugoslavien i Haag af den serbiske regering.
- 29. juni − Ole Thisted forlader TV Avisen, begrunder det med stress.

### Juli
- 9. juli − på FN's liste og de bedste lande at leve i, indtager Norge 1. pladsen og Danmark 15. pladsen.
- 16. juli − Juan Antonio Samaranch træder efter 21 år tilbage som præsident for Den Internationale Olympiske Komité.
- 20. juli − under G8-topmødet i Genova, er der voldsomme demonstrationer. Politiet skyder og dræber én demonstrant.
- 26. juli − det lykkedes NATO og EU's topdiplomater at forhindrer borgerkrig i Makedonien.
- 27. juli − vulkanen Etna går i udbrud.
- 30. juli − Holger K. Nielsen citeres for at udtale; Bay er et kvaj - udtalelsen er om udviklingsminister Anita Bay Bundegaard.

### August
- 2. august − ved forbryderdomstolen i Haag bliver den bosniske general R. Krstic idømt 46 års fængsel for folkedrab.
- 3. august − Vagn Sørensen, vicekoncernchef for SAS, bliver fanget i en løgn omkring en ulovlig kartelaftale med Maersk Air. Han forlader sin post.
- 10. august − tidligere SS-officer Søren Kam beder Danmark om nåde, da han gerne vil hjem fra Tyskland
- 12. august – den tidligere morddømte HA-rocker Jørn "Jønke" Nielsen anholdes i forbindelse med et knivdrab på en Bandidos rocker i Aalborg.
- 13. august − Berlingske Tidende fyrer hver 6. medarbejder, svarende til 118 ansatte. Baggrunden er svigtende annonceindtægter.
- 21. august − NATO beslutter sig for at sende fredsbevarende styrker til den tidligere jugoslaviske republik Makedonien.

### September
- 9. september – Ahmad Shah Massoud, leder af Den Nordlige Alliance myrdes i Afghanistan af to medlemmer af al-Qaeda, der udløser selvmordsbomber efter at have identificeret sig som journalister, der ønskede et interview
- 11. september − Over 3.000 dræbt i terrorangrebet den 11. september 2001 på World Trade Center i New York og Pentagon i Washington D.C.
- 16. september − Repræsentanternes Hus vedtager en historisk aftale, der skal normalisere handelsrelationerne mellem USA og Vietnam.
- 20. september − i en tale til Kongressen og det amerikanske folk erklærer præsident George W. Bush en "Krig mod terror".
- 27. september − Taleban-militsen i Afghanistan oplyser, at et sendebud har givet den terrormistænkte Osama bin Laden besked om at forlade landet.
- 27. september − i et lokalparlament i Schweiz går en mand amok og skyder 14 politikere.
- 27. september − Elia – billedhuggeren Ingvar Cronhammars skulptur ved Herning, indvies.

### Oktober
- 1. oktober − en tidligere irakisk militærchef, som befinder sig i Sorø i Danmark, mistænkes for krigsforbrydelser
- 4. oktober – et fly fra Israel til Rusland skydes ned over Sortehavet pga. en fejl. 77 mennesker omkommer
- 5. oktober − I Florida, USA, dør en 63-årig mand efter at have indåndet miltbrandsporer. I den følgende tid kommer nye tilfælde af miltbrand frem dag for dag, og en verdensomspændende miltbrandpanik breder sig.
- 7. oktober − USA angriber Afghanistan.
- 8. oktober − SAS-ulykken i Milano er den værste i SAS' historie. 118 mennesker omkommer, da et SAS-fly rammer et sportsfly på landingsbanen under take-off.
- 9. oktober − TV Avisen afslører, at formanden for SID's industrigruppe, Willy Strube, har modtaget returkommission.
- 25. oktober − Windows XP udsendes officielt.
- 26. oktober − dagen er udnævnt til "Spil Dansk Dagen" af KODA, og flere organisationer og institutioner, herunder DR følger parolen og spiller udelukkende dansk musik.
- 28. oktober − Morgenavisen Jyllands-Posten afslører, at Tvind-koncernens leder Mogens Amdi Petersen bor i en fashionabel 810 kvadratmeter stor lejlighed til 50 millioner kroner på en milliardær-ø ud for Miami, USA. Det harmonerede dårligt med Tvinds politik for elever og lærere, hvor lærerne bl.a. lægger størstedelen af deres løn tilbage i Tvind-fonden. Mogens Amdi Petersen var ikke blevet set offentligt siden 1979.
- 29. oktober − SiD anmelder den afdøde Willy Strube til politiet for bedrageri.

### November
- 6. november − Michael Bloomberg vælges til borgmester i New York.
- 6. november − det belgiske luftfartsselskab Sabena bliver erklæret konkurs.
- 13. november − Taleban-styret i Afghanistans hovedstad Kabul trækker sig tilbage til sin højborg i byen Kandahar. Det sker efter lidt over en måneds voldsomme amerikanske og britiske bombardementer af Afghanistan.
- 15. november − Microsoft introducerer spillekonsollen Xbox.
- 16. november − Avisen Weekend Nu lukker efter bare 2½ måneds udgivelse.
- 18. november − Nintendos GameCube introduceres.
- 20. november − Folketingsvalg i Danmark. Anders Fogh Rasmussen bliver statsminister.
- 20. november − der afholdes kommunal- og amtsrådsvalg i Danmark, det sidste før strukturreformen i 2007
- 26. november – forskere fra det amerikanske firma ACT meddeler at det er lykkedes at klone menneskeceller i et laboratorieforsøg. Det er første gang en sådan kloning var fuldført
- 27. november − den første Venstre-ledede regering i 26 år, Regeringen Anders Fogh Rasmussen I, tiltræder.

### December
- 2. december − Den amerikanske koncern Enron går konkurs
- 7. december – Talebans højborg Kandahar falder
- 11. december – Folkerepublikken Kina bliver medlem af World Trade Organization
- 13. december – 12 mennesker omkommer ved et bombeattentat mod det indiske parlament i New Delhi
- 14. december – Ringformet solformørkelse
- 19. december – filmen over J.R.R. Tolkiens Ringenes Herre har premiere i 80 danske biografer og er verdens hidtil dyreste film med et budget på 2,5 milliarder kroner
- 20. december – undtagelsestilstand i Argentina efter uroligheder pga. økonomisk kaos
- 21. december – Argentinas præsident Fernando de la Rua går af

## Født
- 21. januar – Jackson Brundage, amerikansk skuespiller.
- 23. januar – Olga Danilović, serbisk tennisspiller.
- 14. oktober – Rowan Blanchard, amerikansk skuespiller.
- 18. december – Billie Eilish, amerikansk sangerinde.
- 22. december – Jack Draper, britisk tennisspiller.

## Dødsfald

### Januar
- 21. januar – Øivind Eckhoff, norsk pianist og musikkforsker (født 1916)

### Februar
- 19. februar – Harald Böhling-Petersen, dansk maler og kunstner (født 1939).

### Marts
- 17. marts – Grev Erik Grevenkop-Castenskiold (født 1914)

### April
- 8. april – Marguerite Viby, skuespiller (født 1909)
- 23. april – Sam Besekow, instruktør (født 1911)

### Maj
- 26. maj – Dea Trier Mørch, forfatter og billedkunstner (født 1941)

### Juni
- 3. juni - Anthony Quinn, skuespiller (født 1915)
- 10. juni – Herdis Møllehave, forfatter (født 1936)
- 28. juni – Jack Lemmon, skuespiller (født 1925)
- 30. juni – Johannes Sløck, professor d.rtheol (født 1916)

### Juli
- 31. juli – Hans Lyngby Jepsen, (født 1920)

### August
- 6. august – Jorge Amado, (født 1912)
- 25. august – Aaliyah, amerikansk sangerinde (født 1979)

### September
- 11. september − Over 3.000 dræbt i terrorangrebet den 11. september 2001 på World Trade Center i New York og Pentagon i Washington D.C.

## Sport
- 14. januar – Camilla Martin og Peter Gade vinder badmintonturneringen "Korea Open" i hhv. dame- og herresingle
- 10. februar − den legendariske danske fodboldspiller Preben Elkjær mener at racismen trives i dansk fodbold
- 21. februar – Peter Schmeichel, landsholdsmålmand, annoncerer sit stop på landsholdet efter 128 landskampe
- 4. marts – Thomas Bjørn vinder golfturneringen Dubai Desert Classic
- 11. april – Australiens fodboldlandshold vinder i en kvalifikationskamp til VM i fodbold 2002 med 31-0 over Amerikansk Samoa, hvilket er den største internationale sejr i fodboldens historie
- 25. april – Målmand Peter Schmeichel stopper efter 129 landskampe og 14 år på landsholdet med en venskabskamp mellem Danmark og Slovenien, hvor Danmark vinder 3-0
- 3. maj – Bjarne Riis' professionelle cykelhold udtages til Tour de France
- 10. maj – EPO-anklager mod Bo Hamburger, får Bjarne Riis til straks at sætte ham af sit cykelhold
- 19. maj – på sidste spilledag, dybt inde i overtiden vinder Bayern München det 17. mesterskab. Hos Shalke 04 er Ebbe Sand en af de spillere, der ikke kan forstå, hvad der sker, efter at de stod til at vinde mesterskabet
- 17. juni – Tom Kristensen vinder Le Mans
- 13. juli – Den Internationale Olympiske Komité (IOC) udpeger Beijing til værtsby for sommer-OL 2008
- 4. september – Bo Hamburger frikendes for dopingmisbrug, men Danmarks Cykel Union opretholder hans karantæne
- 13. oktober – Brian Nielsen opgiver efter 6 omgange i Parken den med spænding imødesete boksekamp i sværvægt mod Mike Tyson
- 28. november – på en generalforsamling i Lyngby Boldklub har medlemmerne to muligheder for Superliga-klubben: En konkursmelding, eller en fusion med 1. divisionsklubben Farum Boldklub. Man vælger en konkursmelding, og resten af sæsonen må Superligaholdet fortsætte i landets bedste række med amatørspillere. Efter sæsonen bliver klubben tvangsnedrykket til 2. division

## Film
- 9. februar − i en ny film om H.C. Andersen hævdes det, at digteren var et uægte barn af kong Christian VII – påstanden afvises af forskere.
- 26. marts − ved årets Oscaruddeling modtager Julia Roberts prisen som bedste kvindelige skuespiller og Rusell Crowe for den mandlige
- 2. juni − MTV Movie Awards 2001 afholdes i Shrine Auditorium, Los Angeles, Californien

### Premierer

#### Danske film
- 26. januar − Prop og Berta
- 2. februar − Ørkenens juvel
- 9. februar − Flyvende farmor
- 6. april − Grev Axel
- 27. april − Et rigtigt menneske
- 8. juni − Kat
- 6. juli − Send mere slik
- 3. august − Anja og Viktor - Kærlighed ved første hik 2
- 10. august − En kærlighedshistorie
- 17. august − At klappe med een hånd
- 17. august − Leïla
- 7. september − Monas Verden
- 12. oktober − Jolly Roger
- 12. oktober − Min søsters børn
- 2. november − Fukssvansen
- 16. november − En kort en lang
- 14. december − Olsen-banden Junior

## Politik
- 28. marts − udviklingsminister Anita Bay Bundegaard bliver taget i at have løjet sig til en akademisk uddannelse, hun aldrig har haft
- 31. marts − Pia Kjærsgaard og Mogens Camre taber injuriesag. Københavns Byret afsiger dommen, at det er ok at kalde de to for landsforrædere i debatten om flygtning og indvandrer.
- 28. april − De Konservative forslår at nedlægge de danske amter
- 20. november − Folketingsvalg i Danmark. Anders Fogh Rasmussen bliver statsminister.
- 5. december – Ivar Hansen (V) genvælges til folketingets formand uden modkandidat og afstemning
- 12. december – Kommunalbestyrelsesmedlem Inga Skjærris Nielsen (V) sigtes for valgsvindel i forbindelse med byrådsvalget i Ramsø Kommune

## Musik

### Klassisk musik
- 1. april – Frederik Magles komposition Håbet, for brassband, kor, orgel og slagtøj, bliver uropført i Reformert Kirke i anledning af 200-året for Slaget på Reden.[2]

### Danske udgivelser
- 1. april – Kitty Wu: Privacy
- 7. Februar – DJ Encore “I See Right Through To You”
- 26. april – Michael Falch "Lykkelig undervejs"
- 28. maj – Safri Duo: "Episode II"
- 1. september – Unafraid: To Whom It May Concern

### Internationale udgivelser
- Aaliyah: Aaliyah
- ABBA: The Definitive Collection
- Slipknot: Iowa
- Ryan Adams: Gold
- Gorillaz: Gorillaz
- Nickelback: Silver Side Up
- Sum 41: All Killer No Filler
- Westlife: World Of Our Own
- Robbie Williams: Swing When You're Winning
- Michael Jackson: Invincible
- R.E.M.: "Reveal"

### Grammy Awards
- Årets indspilning: Brian Eno, Daniel Lanois (producer), Richard Rainey, Steve Lillywhite (teknik) & U2 for Beautiful Day
- Årets album: Donald Fagen & Walter Becker (producere), Elliot Scheiner, Phil Burnett, Roger Nichols (teknik) & Steely Dan for Two Against Nature
- Årets sang: U2 for Beautiful Day
- Bedste nye kunstner: Shelby Lynne

### Danish Music Awards
- Årets Danske Album: D:A:D – Everything Glows
- Årets Danske Gruppe: D:A:D
- Årets Nye Danske Navn: Erann DD
- Årets Danske Sanger: Jesper Binzer (D:A:D)
- Årets Danske Hit: Brødrene Olsen – Fly On The Wings Of Love

### Melodi Grand Prix
- Dansk vinder: Rollo & King: Der står et billede af dig på mit bord
- International vinder: Tanel Padar & Dave Benton: Everybody (Estland)

### Andet
- 12. maj – Danmark er vært ved Eurovisionens Melodi Grand Prix i Parken
- 14. august – Popgruppen Aqua går i opløsning

## Nobelprisen
- Fysik: Eric A. Cornell, Wolfgang Ketterle, Carl E. Wieman
- Kemi: William S. Knowles, Ryoji Noyori, K. Barry Sharpless
- Medicin: Leland H. Hartwell, R. Timothy Hunt, Paul M. Nurse
- Litteratur: V. S. Naipaul (Trinidad & Tobago/Storbritannien)
- Fred: Forenede Nationer og generalsekretær Kofi Annan (Ghana)
- Økonomi: George A. Akerlof, A. Michael Spence, Joseph E. Stiglitz

## Bøger
- Opdageren / Jan Kjærstad (Nordisk råds litteraturpris)